# Liste des stations suisses de sports d'hiver
Cet article présente la liste des stations suisses de sports d'hiver.

## Valais
| Nom                     | Stations                                            | Altitude m | Remontées mécaniques | Pistes km |
| ----------------------- | --------------------------------------------------- | ---------- | -------------------- | --------- |
| Portes du Soleil        | Champéry, Champoussin, Les Crosets, Morgins, Torgon | 1000-2500  | 114/78/12            | 650       |
| Matterhorn ski paradise | Zermatt, Breuil (I)                                 | 1601-3900  | 103                  | 400       |
| 4 Vallées               | Verbier, Nendaz, Veysonnaz, Thyon, La Tzoumaz       | 1400-3330  | 50/32/18             | 410       |
| SkiregionAletsch        | Belalp, Bettmeralp, Fiesch, Riederalp               | 1050-3118  | 38/7/4               | 239       |
| Crans-Montana           | Crans, Barzettes, Montana (Valais), Aminona         | 1500-3000  | 30/10/7              | 200       |
| Val d'Anniviers         | Grimentz, Zinal, Vercorin, St-Luc, Chandolin        | 1340-3025  | 37/3/4               | 230       |
| Saas Fee                | Saas Fee, Saas Almagell, Saas Grund                 | 1470-3600  | 37/4/15              | 145       |
| Loèche-les-Bains        | Loèche-les-Bains                                    | 1411-2800  | 9/1/3                | 60        |
| Lötschental             | Wiler (Lötschen)                                    | 1375-3111  | 2/2/1                | 33        |
| Champex-Lac             |                                                     | 1500-2000  | 4                    | 20        |
| Anzère                  |                                                     | 1500-2500  | 8/2/1                | 40        |
| Grächen/Saint-Nicolas   | Grächen, Saint-Nicolas                              | 1617-2868  | 3/5/2                | 40        |

## Vaud

### Alpes
| Nom                        | Stations                          | Altitude m | Remontées mécaniques | Pistes km |
| -------------------------- | --------------------------------- | ---------- | -------------------- | --------- |
| Château-d'Œx               | Château-d'Œx                      | 970-1630   | 7                    | 28        |
| Leysin                     | Leysin, Les Mosses, La Lécherette | 1253-2200  | 19/7/3               | 100       |
| Les Diablerets             | Les Diablerets - Glacier 3000     | 1200-3010  | 27/10/8              | 80        |
| Les Mosses - La Lécherette | Les Mosses - La Lécherette        | 1044-1677  | 16                   | 21        |
| Les Pléiades               | Les Pléiades                      | 1082-1397  | 1/3/0                | 8         |
| Rochers-de-Naye            | Rochers-de-Naye                   | 1000-2020  | 6                    | 8         |
| Rougemont                  | Rougemont                         | 992-2151   | ?/?/1                | 58?       |
| Villars-Gryon              | Villars-sur-Ollon, Gryon          | 1300-2200  | 11                   | 75        |

### Jura
| Station                | Nb de pistes de ski alpin (km) | Nb de pistes de ski de fond (km) | altitude min | altitude max | adulte 1J (alpin) | adulte 1J (fond) | Remontées mécaniques              | Canton |
| ---------------------- | ------------------------------ | -------------------------------- | ------------ | ------------ | ----------------- | ---------------- | --------------------------------- | ------ |
| La Dôle – St-Cergue    |                                |                                  | 1230         | 1678         | 31 frs            |                  | 1 télésiège 4 places + 8 téléskis | Vaud   |
| Ste-Croix – Les Rasses |                                |                                  | 1150         | 1570         | 32 frs            |                  | 7 téléskis + 2 téléskis débutants | Vaud   |
| Saint-George           |                                |                                  | 1140         |              | 20 frs            |                  | 2                                 | Vaud   |
| Vallée de Joux         | 42                             | 220                              | 1004         | 1678         | 27 frs            | 8 frs            | 11                                | Vaud   |

## Fribourg
| Nom                 | Stations           | Altitude m | Remontées mécaniques | Pistes km |
| ------------------- | ------------------ | ---------- | -------------------- | --------- |
| Bulle - La Chia     | La Chia            | 1000-1300  | 1/0/0                | 3         |
| La Berra - La Roche | La Berra, La Roche | 740-1635   | 6                    | 25        |
| Charmey             | Charmey            | 900-1630   | 6                    | 30        |
| Jaun                | Jaun, Gastlosen    | 1040-1540  | 3/1/0                | 25        |
| Moléson             | Moléson-Village    | 1100-2002  | 3/0/1                | 30        |
| Mont-Gibloux        | Mont-Gibloux       | 810-1200   | 1/0/0                | 1         |
| Les Paccots         | Les Paccots        | 1061-1487  | 11                   | 20        |
| Rathvel             | Rathvel            | 1044-1677  | 16                   | 21        |
| Schwarzsee          | Lac Noir           | 1050-1750  | 3/2/0                | 22        |

## Neuchâtel
| Station                   | Nb de pistes de ski alpin (km) | Nb de pistes de ski de fond (km) | altitude min | altitude max | adulte 1J (alpin)            | adulte 1J (fond)            | Remontées mécaniques                  | Canton    |
| ------------------------- | ------------------------------ | -------------------------------- | ------------ | ------------ | ---------------------------- | --------------------------- | ------------------------------------- | --------- |
| Les Bugnenets-Savagnières | 30                             | 24                               | 1091         | 1440         | 35 frs                       | 22 frs                      | 7 téléskis, 2 fils neige              | Neuchâtel |
| Tête-de-Ran               |                                |                                  | 1283         | 1140         |                              |                             | 1 téléski, 1 file neige               | Neuchâtel |
| Buttes – La Robella       | 20                             | 56                               | 770          | 1457         | 30 frs                       | 20 frs                      | 1 télésiège, 3 téléskis, 1 fils neige | Neuchâtel |
| Le Pâquier – Crêt-du-Puy  | 10                             | 0                                | 860          | 1260         | 28 frs                       | 18 frs                      | 2 téléskis                            | Neuchâtel |
| Le Locle – Sommartel      | 3                              | 0                                | 1120         | 1300         | 20 frs                       | 11 frs                      | 1 téléski, 1 fils neige               | Neuchâtel |
| La Corbatière             | 5                              |                                  | 1090         | 1348         | 25 frs                       | 15 frs                      | 2 téléskis, 1 file neige              | Neuchâtel |
| Châpeau-Râblé             | 3                              |                                  | 1088         | 1233         | 24 frs                       | 15 frs                      | 1 téléski                             | Neuchâtel |
| Les Verrières             | 3                              |                                  | 931          | 1100         | 10 frs                       | 7 frs                       | 1 téléski, 1 file neige               | Neuchâtel |
| La Côte-aux-Fées          | 3                              |                                  | 1041         | 1150         | 10 frs (carte de 10 montées) | 7 frs (carte de 10 montées) | 1 téléski                             | Neuchâtel |
| Le Crêt-Meuron            | 3 (éclairée en nocturne)       |                                  | 1270         | 1340         |                              |                             | 1 téléski                             | Neuchâtel |
| Brot-Plamboz              | 2                              |                                  | 1018         | 1100         |                              |                             | 1 téléski                             | Neuchâtel |
| Les Gollières             | 10                             |                                  | 1025         | 1400         |                              |                             | 1 téléski                             | Neuchâtel |

## Oberland Bernois
| Nom                             | Stations                               | Altitude m | Remontées mécaniques | Pistes km |
| ------------------------------- | -------------------------------------- | ---------- | -------------------- | --------- |
| Gstaad und Umgebung             | Gstaad                                 | 1200-2971  | 69                   | 250       |
| Jungfrauregion                  | Mürren, Wengen, Grindelwald            | 1654-2970  | 19/14/6              | 213       |
| Adelboden-Lenk                  | Adelboden, Lenk im Simmental, Frutigen | 1068-2330  | 36/7/8               | 205       |
| Alpenregion Meiringen-Hasliberg | Meiringen, Hasliberg                   | 602-2433   | 6/4/6                | 60        |

## Suisse centrale
| Nom              | Stations              | Altitude m | Remontées mécaniques | Pistes km |
| ---------------- | --------------------- | ---------- | -------------------- | --------- |
| Brunni-Alpthal   | Brunni, Alpthal       | 1098-1500  | 5/0/1                | 20        |
| Engelberg Titlis | Engelberg             | 1050-3020  | 14/14/14             | 82        |
| Andermatt        | Andermatt, Hospental  | 1444-2963  | 14/8/4               | 120       |
| Sörenberg        | Sörenberg, Flühli     | 1166-2350  | 17/2/3               | 50        |
| Hoch-Ybrig       | Oberiberg, Unteriberg | 900-1938   | 6/4/1                | 50        |

## Grisons
| Nom                | Stations                                                       | Altitude m | Remontées mécaniques | Pistes km |
| ------------------ | -------------------------------------------------------------- | ---------- | -------------------- | --------- |
| Davos-Klosters     | Davos, Klosters                                                | 1191-2844  | 14/6/5               | 427       |
| Arosa Lenzerheide  | Arosa, Lenzerheide, Valbella, Parpan, Churwalden               | 1230-2865  | 16/18/7              | 225       |
| Engadin-St. Moritz | St. Moritz, Silvaplana, Sils Maria, Pontresina, Celerina, Zuoz | 1768-3303  | 56/29/16             | 350       |
| Alpenarena         | Flims, Laax, Falera                                            | 1000-3018  | 12/7/11              | 220       |
| Silvretta Arena    | Samnaun, Ischgl (A)                                            | 1700-2900  | 16/21/5              | 200       |
| Disentis-Sedrun    | Disentis, Sedrun, Dieni                                        | 1150-2903  | 14/7/1               | 110       |
| Savognin           | Savognin                                                       | 1207-2713  | 16/6/0               | 80        |
| Engadin-Scuol      | Scuol                                                          | 1250-2800  | 8/5/2                | 80        |
| Splügen            | Splügen                                                        | 1480-2215  | 4/2/2                | 30        |

## Suisse orientale
| Nom         | Stations                              | Altitude m | Remontées mécaniques | Pistes km |
| ----------- | ------------------------------------- | ---------- | -------------------- | --------- |
| Flumserberg | Flumserberg, Unterterzen              | 1000-2222  | 5/8/4                | 65        |
| Toggenburg  | Wildhaus, Unterwasser, Alt St. Johann | 900-2262   | 12/6/2               | 60        |

## Pérennité des stations de ski de basse et moyenne altitude
À cause du réchauffement climatique la limite d'enneigements ne va qu'augmenter et le nombre de jours ouverts des stations ne va que diminuer, mettant en difficulté financière les stations,.